# ハヌマーンと5人の仮面ライダー
『ハヌマーンと5人の仮面ライダー』（ハヌマーンとごにんのかめんライダー、原題：หนุมานพบ 5 ไอ้มดแดง）は、1975年3月15日にチャイヨー・プロダクションが製作し、タイで公開された映画作品。
日本の特撮テレビドラマシリーズである「仮面ライダーシリーズ」を題材とした作品だが、東映から、『五人ライダー対キングダーク』の配給権を得ただけにもかかわらず、無断で新撮・編集を行ったため、日本未公開かつ非公式作品という扱いになっている。
チャイヨー・プロダクションが円谷プロダクションと共同製作した『ウルトラ6兄弟VS怪獣軍団』の続編であり、『五人ライダー対キングダーク』、『仮面ライダーV3対デストロン怪人』からの流用映像（予告編含む）とタイでの新撮映像で構成される。またハヌマーンの登場シーンは『ウルトラ6兄弟VS怪獣軍団』からも一部流用されている。

## ストーリー
G.O.Dの大首領・キングダークは悩んでいた。好物である生きのいい女性の血が手に入らないのだ。キングダークは怪人を繰り出して女性を拉致しようとするも仮面ライダーたちによって阻まれる。そこである戦闘員の提案により、キングダークは地獄から助っ人を呼ぶことにした。選ばれたのはかつてハヌマーンにより散々な目にあって死んだ仏像泥棒であった。キングダークにより怪人として蘇った仏像泥棒はヴィルッド博士を攫い、ライダーを倒せるような怪人・コウモリフランケンを製造させる。
コウモリフランケンと配下の再生怪人軍団は5人の仮面ライダーに倒されるものの、ライダーたちの前に新たに怪人製造機で作られた量産型獣面怪人が現れる。ライダーたちは怪人たちを追う最中、キングダークが起こした謎の爆発により瀕死の重傷を負うがハヌマーンに助けられる。
その後ヴィルッド博士や捕まっていた女性たちを助け出す事に成功したライダーたちの前に、巨大化したキングダークが立ちはだかる。キングダークに歯が立たないライダーたちの前に、ハヌマーンが助っ人として現れた。

## 登場人物

### 白猿ハヌマーンと仮面ライダー
白猿ハヌマーン
仮面ライダーたちを助けるシーンおよび大首領との決戦シーンに登場。ただし、前作『ウルトラ6兄弟VS怪獣軍団』で登場した変身前のコチャン少年は今作には登場しない（変身シーンは地獄での泥棒の回想としての描写がある）。
劇中では敵の罠で命を落とした5人の仮面ライダーに光線を浴びせて蘇生させたり、大首領によって復活した仏像泥棒を再び地獄へ送り返すなどの超能力を見せている。
仮面ライダー1号
本郷猛が変身。専用マシンは「新サイクロン号」。
仮面ライダー2号
一文字隼人が変身。専用マシンは「改造サイクロン号」。流用シーンでは「新サイクロン号」
仮面ライダーV3
風見志郎が変身。劇中では「ブイサン」と呼ばれている。専用マシンは「ハリケーン」（翼を拡大することで空を飛び、ミサイルを発射することも可能）。他の4人のライダーと合体する超能力を持っており、その力で大首領に挑む。
ライダーマン
結城丈二が変身。専用マシンは「ライダーマンマシン」。ヘルメットの造形が悪く、シーンによってはスーツアクターの眼が見えるシーンがある。
仮面ライダーX
神敬介が変身。専用マシンは「クルーザー」。流用シーンでは主役だったが、映画公開当時にタイで『仮面ライダーX』が未放映だったため、新撮映像ではV3に主役の座を譲っている。

### G.O.D
キングダーク
吸血鬼の如く女性の血が大好物。等身大から本家並のサイズにまで身体の大きさを変えられる。タイでの新撮部分では、通常は等身大の怪人風。最終決戦時には巨大化し、バンコクの街を破壊、ハヌマーンとの決戦に挑む。死後の世界にも干渉し、死んだ仏像泥棒の1人を生き返らせて幹部にした。
ヴィルッド博士を誘拐し、怪人「コウモリフランケン」や怪人製造機を作らせ、最後は自ら仮面ライダーやハヌマーンとの対決に挑むものの、ハヌマーンの三叉槍で胸部を刺され血を吐きながら死亡した。武器はバリアーと鎖の付いたメイス。
血を飲む際は、戦闘員が壷に溜めさせた女性の血を柄杓ですくう。
仏像泥棒
キングダークによって生き返った前作の仏像泥棒の1人。生き返った際に怪人になったようで（外見は変化していない）、念動力や変身能力、テレポートといった超能力を持ち、V3のハリケーンから逃げ続けるほどの俊足を誇る。最期は、塔の麓で寝ていたところをハヌマーンに見つかり再び地獄に戻され、他の2人と共に処刑される。彼らの生首のアップで物語は幕を下ろした。
ドクトル・G
流用シーンでタイホウバッファローと一緒に一箇所だけ登場した。回想シーンだったのか、本作品ではゴッド所属なのか、単に甦らされただけなのかは不明。
ゴッド怪人
流用シーンのみ登場。神話怪人と悪人怪人が登場し、女性を拉致しようとする。基地周辺の護衛をしていたが、Xライダーを捕獲した際に駆け付けた1号らによって全滅、最後はコウモリフランケンの自爆に巻き込まれ全員爆死した。
デストロン怪人
こちらも流用シーンのみ登場。
コウモリフランケン
流用シーンのみ登場。この作品ではヴィルッド博士が作った怪人という設定。5人ライダーのキックで倒され、折り重なったゴッド怪人たちの上で大爆発する。
獣面怪人軍団
怪人製造機でその辺に生えていた雑草から作られた怪人達。名称は仏像泥棒がそれぞれチキン、ブル、豚、魚と名付けている。赤い腰巻きが特徴で、それぞれブタ、ニワトリ、バッファロー、魚などの動物の頭部を持つ。仏像泥棒に与えられたサッカーボール型爆弾を武器に使うが、最期はV3の手で倒される。
戦闘員
ショッカー戦闘員を意識してか、目出し帽のマスクを着用している。全身は黒タイツで覆い、こちらはデストロン戦闘員を意識してか、長い触角を持つ6本足の昆虫に似た白い模様がある。またベルトも装着しているが、こちらは仮面ライダーシリーズの戦闘員のどのベルトにも似ていない。
また巨大な機械を使って採血した女性の血を壷に溜める係の戦闘員は目出し帽のデザインが異なり、こちらはデストロン戦闘員に似ている。
武器として槍を使用している。

### その他
ヴィルッド博士
恋人に化けた仏像泥棒に攫われ怪人を製作するが、仮面ライダーに助けられる。その後は仮面ライダーと同等の格闘能力を発揮して仏像泥棒や怪人と戦った。
ヴィルッド博士の恋人
大首領が好む血の材料とされ、博士と共に攫われて血を吸われるが、博士と共に仮面ライダーに救い出される。
閻魔大王
地獄の大王。仏像泥棒の1人が脱走したため、処刑を延期する。
立花藤兵衛、チコ、マコ、エツコ、マサル
『五人ライダー対キングダーク』の登場人物。流用シーンに登場。
仏像泥棒の仲間
ハヌマーンによって殺された仏像泥棒の仲間。1人を地獄から脱走させる。
ウルトラの母
回想シーンに腕だけ登場。

## 用語
地獄
本作品に登場する死後の世界。
全裸の亡者（特に女性が見られる）が様々な責め苦を受けている。
地獄ではあるが処刑（作中では斬首刑が登場）という概念が存在する。

## キャスト
- ヨーチャイ・メクスワン：ヴィルッド博士
- タンヤラッ・ローハナン：ヴィルッド博士の恋人
- ガーン・プンチュー
- ピーポップ・プーピンヨー
- ウィチッ・ワイガーン
- ドゥワンチン・ゴーモンセー
- ロー・トック
- チャン・ワンペン：地獄から復活した仏像強盗
- カン・ボンチョ、ソムノーク：仏像強盗
- プリーダー・ソムトップスック
- プリーチャー・メーカラー

映像流用部分は『五人ライダー対キングダーク』を参照。

## 主題歌
「セタップ! 仮面ライダーX（タイ語版）」
主題歌は2コーラス流れるが、フルコーラスではなく1番がリピートされる。オープニングはライダーがタイの公道をバイクで走行している姿を延々と映すものである。